# Grive du Cameroun
Geokichla camaronensis
Espèce
Statut de conservation UICN

 LC  : Préoccupation mineure
La Grive du Cameroun (Geokichla camaronensis anciennement Zoothera camaronensis) est une espèce de passereaux de la famille des Turdidae.

## Répartition
Elle est originaire du Cameroun, de la République démocratique du Congo, du Gabon, de Guinée équatoriale et d'Ouganda.

## Habitat
Elle vit dans les forêts tropicales et subtropicales.

## Taxonomie
synonymeZoothera camaronensis

### Sous-espèces
D'après la classification de référence (version 5.2, 2015) du Congrès ornithologique international, cette espèce est constituée des sous-espèces suivantes (ordre phylogénique) :
- G. c. camaronensis  Sharpe, 1905 ; présente au Cameroun et au Gabon ;
- G. c. graueri  Sassi, 1914 ; nord-est de la République démocratique du Congo et ouest de l'Ouganda ;
- G. c. kibalensis  (Prigogine, 1978) ; forêt de Kibale, ouest de l'Ouganda.

La sous-espèce G. c. kibalensis a été, et est encore parfois, considérée comme une espèce à part entière, la Grive de Kibale (Geokichla kibalensis, synonyme Zoothera kibalensis).